# Supercopa do Brasil (calcio a 5)
La Supercopa do Brasil è una competizione brasiliana di calcio a 5 fondata nel 2016, disputata tra la vincitrice del campionato e la vincitrice della coppa. Dal 2019 partecipano anche il vincitore della seconda coppa nazionale e la squadra ospitante.

## Albo d'oro
| Stagione | Sede              | Vincitore      | Finalista      |
| -------- | ----------------- | -------------- | -------------- |
| 2016     | Jaraguá do Sul    | Jaraguá        | Carlos Barbosa |
| 2017     | Carlos Barbosa    | Carlos Barbosa | Corinthians    |
| 2018     | Sorocaba          | BF Magnus      | Atlântico      |
| 2019     | Francisco Beltrão | Corinthians    | Marreco        |
| 2020     | Erechim           | Corinthians    | Pato           |
| 2021     | Sorocaba          | BF Magnus      | Minas          |

## Vittorie per club
| Titoli | Squadra        | Anni       |
| ------ | -------------- | ---------- |
| 2      | BF Magnus      | 2018, 2021 |
| 2      | Corinthians    | 2019, 2020 |
| 1      | Jaraguá        | 2016       |
| 1      | Carlos Barbosa | 2017       |